# 基氏岩頭長頜魚
基氏岩頭長頜魚，為輻鰭魚綱骨舌魚目象鼻魚科的其中一種，分布於非洲尼羅河流域，體長可達12公分，棲息在底層水域。